# Faunův labyrint
Faunův labyrint (ve španělském originále El Laberinto del Fauno) je mysteriózní film z roku 2006. Režisérem filmu je Guillermo del Toro. Hlavní role ve filmu ztvárnili Ivana Baquerová, Sergi López, Maribel Verdú, Doug Jones a Ariadna Gil.

## Ocenění
Film získal šest nominací na cenu Oscar a osm nominací na Filmovou cenu britské akademie.

## Obsazení
| Ivana Baquerová | Ofelia/princezna Moanna |
| Sergi López     | kapitán Vidal           |
| Maribel Verdú   | Mercedes                |
| Doug Jones      | Faun/The Pale Man       |
| Ariadna Gil     | Carmen/královna         |
| Álex Angulo     | doktor Ferreiro         |
| Manolo Solo     | Garcés                  |
| César Vea       | Serrano                 |
| Róger Casamajor | Pedro                   |